# Почовалиштеа (Горж)
Почовалиштеа (рум. Pociovaliștea) насеље је у Румунији у округу Горж у општини Новачи. Oпштина се налази на надморској висини од 414 m.

## Становништво
Према подацима из 2002. године у насељу је живело 1399 становника.

### Попис2002.
| Расподела становништва по националности 2002.‍ | Расподела становништва по националности 2002.‍ | Расподела становништва по националности 2002.‍ | Расподела становништва по националности 2002.‍ | Расподела становништва по националности 2002.‍ |
| --------------------------------------------- | --------------------------------------------- | --------------------------------------------- | --------------------------------------------- | --------------------------------------------- |
|                                               |                                               |                                               |                                               |                                               |
| Румуни                                        | Румуни                                        |                                               | 1.383                                         | 98,9%                                         |
| Мађари                                        | Мађари                                        |                                               | 5                                             | 0,4%                                          |
| Роми                                          | Роми                                          |                                               | 11                                            | 0,8%                                          |